# Ernest Moradell i Català
Ernest Moradell i Català (Palamós, 21 de desembre de 1920 - 24 de maig de 2005) dissenyador gràfic i pintor, és considerat un dels pioners del disseny gràfic a Espanya. Va treballar per les agències publicitàries "Gabernet Publicidad" i "Alas/Interalas" realitzant campanyes per a grans firmes comercials com ara Pepsi-Cola, Bic, Cervesa Damm, La Lechera o Nescafé, entre d'altres. També és autor de campanyes i cartells de caràcter institucional com "Mantenga limpia España"," Cajas de Ahorro", "Promoción del libro" o "Compre productos españoles". Així mateix va ser un dels artífex de la promoció de la Costa Brava i la creació de la seva marca.
Moradell fou un dels fundadors de Grafistes FAD, entitat creada el 1961 i que més endavant passaria a anomenar-se Associació de Dissenyadors Gràfics del Foment de les Arts Decoratives (ADG-FAD).
Entre 1960 i 1980 va rebre diversos premis pels seus treballs i el 1998 va ser homenatjat per CODIG de qui va rebre el títol de soci d'Honor i la medalla de plata. El Col·legi Professional de Dissenyadors Gràfics de Catalunya el compta entre els seus socis d'honor.
Alguns dels seus treballs han estat recollits per revistes tan prestigioses com la "Graphis Annual", "Gebrauchsgraphik" i "Modern Publicity" i part de la seva obra gràfica forma part de les col·leccions del Museu del Disseny de Barcelona.

## Nota biogràfica
Ernest Moradell Català va néixer a Palamós el 1920, una ciutat a la qual sempre s'hi va sentir fortament lligat, on hi va estiuejar durant més de quaranta-cinc anys i per la qual va realitzar alguns cartells publicitaris. De ben jove es va traslladar a Barcelona i el 1935 va cursar estudis a l'escola d'arts i oficis de Sant Martí de Provençals. El 1937 va realitzar la seva primera exposició en una col·lectiva de pintura a les Galeries Laietanes de la ciutat comtal. Un any any abans havia entrat a Seix Barral en qualitat de dibuixant, però l'esclat de la Guerra Civil Espanyola li va impedir continuar desenvolupant el seu treball. El 1938, formant part de la "lleva del biberó", va ser cridat a files per a lluitar en la batalla de l'Ebre on coincidí amb Amand Domènec. Acabada la guerra, complí tres anys de servei militar a Ceuta. El 1945 va guanyar el primer premi de dibuix de la ciutat-protectorat de Ceuta. L'any següent accedí per oposició a una plaça de geòmetra a l'Ajuntament de Barcelona i no va ser fins a finals de la dècada de 1940 que Ernest Moradell iniciés la seva trajectòria com a publicista i dissenyador gràfic.
Casat amb Concepció Bosch i Barrena; un dels fills del matrimoni, Arcadi Moradell Bosch, ha esdevingut també un reconegut dissenyador gràfic.

## Trajectòria professional
Ernest Moradell començà la seva carrera com a grafista el 1949 a l'agència Gabernet Publicidad, on es va especialitzar en la maquetació editorial. Un any després, esdevindria el director d'art d'aquesta agència pionera en campanyes de publicitat a l'estat espanyol. Entre 1950 i 1964, va realitzar nombroses campanyes publicitàries i cartells per a empreses d'àmbit nacional (Punto Blanco, Anís del Mono, Cerveses Damm, Pastilles Juanola, Calmante Vitaminado, Ron Negrita Bardinet) i internacional (Pepsi-Cola, Silver Match, Royal Ambré, Philips, Bic). Durant aquests anys, Moradell va ser també supervisor i compaginador de la revista Distinción i tingué una paper molt actiu en la creació d'una nova secció del FAD. El 1961, participà en la fundació de Grafistes FAD juntament amb Josep Pla-Narbona (President); Amand Domènech i Enric Huguet (secretaris) Àngel Grañena i José Martínez (tresorers); Josep Baqués, Juan Dorado, Ricard Giralt Miracle, Sebastià Rey, Eudald Serrasolas, Tomàs Vellvé (vocals igual que Ernest Moradell). Un dels primers objectius d'aquesta associació va ser la de regular l'organització dels concursos de cartells (1962) per tal d'establir criteris davant de la situació arbitrària en què es trobaven dits concursos, seguit del de fixar uns premis anuals que reconeguessin la tasca realitzada en pro de l'art gràfic (1964) que s'anomenarien Premis Laus. Entre altres accions de la primera junta de Grafistes FAD que van deixar petja de futur hi ha la presentació de cartells (en reivindicació) de les festes de La Mercè (1962), les exposicions d'art i l'edició de catàlegs amb obres recents dels membres de l'associació.
El 1962, Moradell va guanyar el primer de segona edició del Concurs de cartells de l'empresa Nestlé; concurs que va ser un referent en el món de la publicitat espanyola durant els anys 60 i va donar a conèixer el treball d'una nova generació de grafistes.
El 1964, coincidint de ple amb el període de "desenvolupisme" econòmic espanyol -conegut també com l'època del desarrollismo o del miracle econòmic espanyol- Ernest Moradell va ser contractat com a director d'art per Alas, Comapañía General de Publicidad, una prestigiosa agència espanyola de publicitat que, a ran de fusions amb altres empreses del sector, també es coneixerà amb el nom d'Interalas DMM. Moradell col·laborà amb Alas/Interalas DMM fins al 1985 com a responsable de campanyes institucionals relacionades amb la promoció turística i del consum, el comportament cívic o l'ampliació d'hàbits culturals. Entre aquestes campanyes destaquen “Compre productos españoles”, "Loteria Nacional", “Mantenga limpia España” o “Promoción del libro y la lectura”. Per altra banda, també es va ocupar de la publicitat i del disseny de cartells de productes comercials de les marques "Nescafé", "Pato Rojo", "Llave de Oro", "Conde de Caralt", "Riera Marsà", Detergents "Dixan", "Albo", "Eugène" o "Torras Hostench". A la vegada va realitzar treballs per a entitats i organismes com "Tele/eXpres", "Renfe" o "La Caixa"; cartells per a fires, exposicions i congressos, dels quals han estat exposats els del Saló Nacional'"Hogarhotel" (1963 i 1969), els del Saló Internacional "Expoquimia" (1965-75), el de la "Semana Internacional de cine en color" (1972) o els de la Fira-Congrés "Sonimag" (1972). Ernest Moradell i Arcadi Moradell, el seu fill també dissenyador, van crear junts la logomarca "Baqueira Beret"(1968) L'autoria d'una gran quantitat de cartells relacionats amb la promoció turística de Palamós i de la Costa Brava.
El 1967, Ernest Moradell va accedir a la presidència de Grafistes FAD i, entre 1966 i 1970, va exercir de professor de plàstica publicitària al Conservatori Municipal d'Arts Plàstiques Massana de Barcelona on va col·laborar en la reforma pedagògica de la matèria bo i seguint les directrius de Josep Artigas, Josep Pla-Narbona, i al costat d'Enric Huguet o Joan Pedragosa. Tots ells van encaminar l'ensenyament de l'antiquada "plàstica publicitària" cap a una nou sistema d'aprenentatge centrat en la metodologia dels processos de disseny, la creativitat i l'accent en les possibilitats comunicatives de la imatge.
D'encà la seva jubilació, el 1985, Moradell va anar substituint l'activitat gràfica per una altra de les seves passions vitals: la pintura.

## Estil i context
Ernest Moradell forma part d'una generació de grafistes que, durant les dècada dels anys 1950 i 1960, van contribuir a la modernització del llenguatge gràfic i publicitari tant a Catalunya com a l'estat espanyol; van conferir una nova funció pública pel disseny i pels dissenyadors. Els integrants d'aquesta "escola" que es començava a perfilar a mitjan dècada dels 60 a Barcelona entorn de Grafistes FAD van ser majoritàriament autodidactes o bé van tenir una formació relacionada amb les "belles arts" i el dibuix. Van prendre consciència de passar de ser dibuixants a ser dibuixants de publicitat i d'anuncis, més endavant, grafistes i finalment dissenyadors gràfics.
Va ser la generació a la qual pertany Moradell la que va constituir la professió i la que va posar de manifest la importància econòmica del disseny gràfic i el paper que hauria de desenvolupar en la dinàmica empresarial. Va reivindicar la necessitat d'escoles de disseny, la d'associacions i entitats de promoció, alhora que va plantejar un debat sobre el rol del dissenyador respecte al de l'artista i el de l'artesà. En aquest debat, alguns dissenyadors valoraven i cercaven un estil propi clarament identificable -com Pla-Narbona, Baqués, Gallardo o Morillas. D'altres en canvi, creien que l'estil era allò que servia per identificar un producte o una empresa i no al dissenyador. Aquest és el cas d'Ernest Moradell que va preferir aprofundir en l'especificitat d'allò gràfic i del dibuix per posar-los al servei de la comunicació, que no pas desenvolupar un estil propi i una personalitat artística mitjançant el disseny.
Sempre va creure que el disseny havia de servir a la funció i no al mateix disseny.